# Louis Maingueneau
Pour l'organiste homonyme, voir Louis Maingueneau (organiste).
Louis Maingueneau est un maître écrivain juré français, actif dans le troisième quart du XVIIe siècle.

## Biographie
Né vers 1630, il fut reçu maître dans la Communauté des maîtres écrivains jurés en 1654, cité en 1664 et 1667 dans la liste des maîtres écrivains jurés de Paris devant élire un nouveau syndic et finalement syndic de cette Communauté en 1672.
Il est cité en 1674 dans un factum concernant cette communauté, qui fait intervenir le duc de Choiseul.
Il est mort vers 1688 et était parent de deux autres maîtres écrivains : son fils Louis Maingueneau (reçu en 1679) et son autre fils François (reçu en 1688, vivant en 1715).

## Œuvres
- Livre d'écritures financière et bâtarde italienne suivant l'usage ordinaire de ce royaume. Dédié à son excellence Monseigneur le comte Morstin, comte du Saint Empire, sénateur et Grand trésorier de la Couronne de Pologne et Ambassadeur extraordinaire en France... Paris : l’auteur, ca. 1683. 4°, 8 p., 22 pl. gravées par Claude Auguste Berey. (Paris BNF : V-15969, Cambridge (MA) HUL). Cat. Jammes n° 35, Becker 1997 n° 94.

Contient deux sections : les Modèles d'écriture financière de présent en usage... et le Nouveau livre d'écriture bâtarde présentement à la mode...